# Fallout 4
Fallout 4 est un jeu vidéo de rôle et d’action développé par la société Bethesda Softworks. Il est le cinquième opus de la série principale des Fallout. Il s'agit du premier jeu développé par la société depuis le succès de The Elder Scrolls V: Skyrim. Il est sorti le 10 novembre 2015 sur Microsoft Windows, PlayStation 4 et Xbox One.
Le jeu débute le 23 octobre 2077 à Sanctuary Hills, une petite zone résidentielle non loin de Boston, quelques minutes avant qu'un bombardement nucléaire ne survienne. Le protagoniste est mis à l'abri et cryogénisé dans un bunker souterrain. L'aventure se passe 210 ans plus tard, en 2287.
Les nouvelles fonctionnalités de la série incluent la possibilité de développer et de gérer des colonies ainsi qu'un vaste système d'artisanat permettant de fabriquer des drogues ou des explosifs, d'améliorer des armes et des armures, et construire, meubler et améliorer les différentes colonies. Le système de visée assistée n'arrête plus le temps, mais se contente de le ralentir. Pour la toute première fois dans la franchise, le personnage incarné est doté d'une voix.

## Trame

### Univers

Les bombes ont frappé la côte est des États-Unis à 9H47.

Les évènements prennent principalement place en 2287, soit dix ans après les évènements relatifs au Vagabond Solitaire et deux-cent-dix ans après la Grande Guerre. Cette Grande Guerre fait suite à une première guerre entre les États-Unis et la Chine pour l'obtention de ressources et a duré de nombreuses années. La Grande Guerre commence le 23 octobre 2077 et bien qu'elle ne dure que deux heures, elle cause un holocauste nucléaire.
Se déroulant dans un univers post-apocalyptique, le cadre de l'histoire prend place dans une version altérée du monde réel qui a fortement été influencée par le rétrofuturisme.
Plusieurs lieux existant à visiter : 
- Aéroport international de Boston-Logan
- Bibliothèque publique de Boston
- Boston
- Concord
- Faneuil Hall
- Fenway Park
- Maison de Paul Revere
- Massachusetts State House
- Monument de Bunker Hill
- Old North Church
- Salem
- Statue de Paul Revere
- USS Constitution

### Personnages
Le personnage contrôlé est soit une femme (Courtenay Taylor (en)), soit un homme (Brian T. Delaney). Ces deux personnages sont un couple ayant un fils Shaun et sont également les premiers personnages jouables de la franchise ayant vécu avant la Grande Guerre. Le personnage choisi est désigné par le titre de l'« Unique Survivant » et apprend de la part d'un employé de Vault-Tec (Paul Eiding) que sa famille a obtenu une place dans l'abri antiatomique 111. Le matin-même, informé par un présentateur de télévision (Ron Perlman) que New York et la Pennsylvanie ont été touchés par des missiles nucléaires, la famille se dirige vers l'abri. Ils y sont cryogénisés, et le personnage contrôlé  assiste à la mort de son conjoint ainsi qu'à l'enlèvement de son fils pendant le processus par un groupe de brigands,. 210 ans plus tard, le processus de cryogénisation est interrompu et l'Unique Survivant sort de sa capsule puis de l'abri, découvrant qu'il n'y a plus aucun survivant dans l'abri et que le Commonwealth est ravagé par les retombées radioactives et l'anarchie.

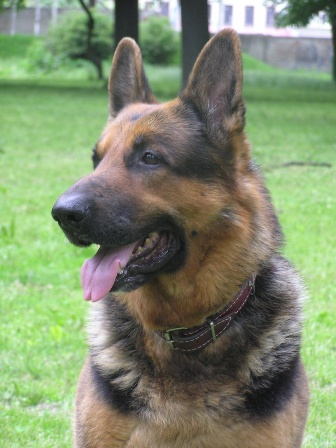
L'Unique Survivant peut être accompagné par le berger allemand Canigou qui reprend le nom de ses homologues canins déjà apparus dans les précédents volets.

Durant le début de la quête principale, l'Unique Survivant va retrouver Codsworth (Stephen Russell), le robot majordorme du couple avant la Grande Guerre et trouver un berger allemand du nom de Canigou (en). Il fera également la rencontre des Minutemen dirigés par Preston Garvey (Jon Gentry). Cette milice réduite en nombre après le massacre de Quincy, souhaite construire des colonies afin d'assurer la paix dans le Commonwealth et n'hésite pas à aider les personnes dans le besoin.
Devant se rendre à Diamond City pour suivre la piste du coupable de l'enlèvement de son fils (Keythe Farley (en)), l'Unique Survivant fera la rencontre de la journaliste Piper Wright (Courtney Ford) qui l'aidera à entrer dans la ville, puis, celle du détective privé synthétique Nick Valentine (Stephen Russell) qui l'épaulera dans sa quête.
Parmi les autres factions également présentes, l'Unique Survivant croisera le chemin du Réseau du Rail, un groupe clandestin, dont fait notamment partie Deacon (Ryan Alosio), dirigé par Desdemona (Claudia Christian) et qui a pour but d'aider les Synthétiques à connaitre la liberté,.
Par l'intermédiaire du paladin Danse (Peter Jessop (en)), il est également possible de rencontrer la Confrérie de l'Acier dirigé par l'Aîne Arthur Maxson (Derek Phillips),. Rétifs envers les Super Mutants, les Goules, les Synthétiques et les technologies, ils tentent de récolter les technologies d'avant-guerre afin qu'elles ne puissent pas corrompre des personnes.
Le protagoniste pourra être en confrontation avec l'Institut. Fondée par les descendants des survivants du Massachusetts Institute of Technology, il s'agit d'une organisation scientifique déjà apparue durant les évènements en rapport avec le Vagabond Solitaire dont le dirigeant se fait appeler Père (Tony Amendola). Ils sont notamment responsables de la création des Synthétiques. Parmi ses membres importants, il y a le Chasseur X6-88 (David Paluck) et le  Dr Madison Li (Jennifer Massey), déjà apparue dans le troisième volet.
Parmi les autres personnages notables, Cait (Katy Townsend), une combattante d'arènes, le robot scientifique Curie (Sophie Simone Cortina), MacCready (Matthew Mercer), un mercenaire apparu enfant dans le troisième volet, le Super Mutant Strong (Sean Schemmel), ou encore John Hancock (Danny Shorago), une goule devenu  maire de Goodneighbor. Après Three Dog et Mr New Vegas, l'animateur de radio est Travis Miles (Brendan Hunt (en)).

### Scénario

#### Introduction

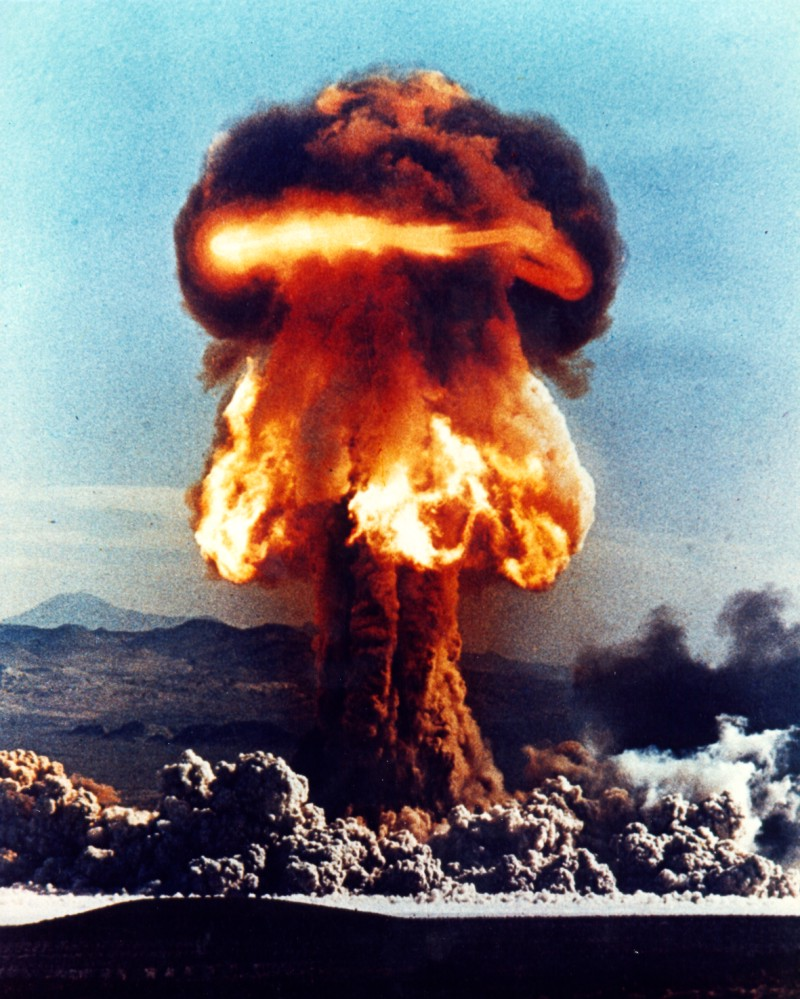
Juste avant de rentrer dans l'abri antiatomique, le protagoniste et sa famille assistent à l'explosion nucléaire qui ravage la ville de Boston.

Le 23 octobre 2077 à Sanctuary, soit quelques jours avant Halloween, le protagoniste passe une journée comme une autre chez lui avec son conjoint, son fils Shaun, et son robot personnel Codsworth. Après quelques minutes, un représentant de Vault-Tec vient frapper à sa porte pour lui annoncer qu'en raison des services qu'il a rendus à son pays, lui et sa famille ont été sélectionnés pour être mis en sécurité en cas de conflit nucléaire dans l'abri le plus proche, l'abri 111. Après une brève discussion, la chaîne de nouvelles annonce que la région de New York et la Pennsylvanie ont été bombardées. L'alerte à la bombe résonne ensuite dehors, et tout le monde s'empresse de se diriger vers l'abri 111 mais seuls ceux inscrits sur les listes peuvent entrer. Tandis que le protagoniste et sa famille viennent juste d'arriver sur la plateforme d'ascenseur, la bombe éclate au loin à Boston, rasant le quartier entièrement, n'épargnant personne sauf les futurs résidents de l'abri. Arrivés sous terre, les quelques inscrits, dont le protagoniste et sa famille, sont pris en charge par les employés de Vault-Tec et invités à entrer dans des capsules de « décontamination », comme les employés les décrivent. Le protagoniste entre dans une des capsules et son conjoint s'installe avec leur fils, dans la capsule d'en face. Ces capsules sont en fait des capsules cryogéniques destinées à mettre les résidents de l'abri dans un état de gel persistant, tout en maintenant leur constantes vitales.
La stase cryogénique est interrompue plusieurs années plus tard, avec l'activation des commandes à distance du système. En sortant lentement de son sommeil, le protagoniste aperçoit deux personnes inconnues qui se dirigent vers la capsule d'en face, enlèvent l'enfant du protagoniste et tuent son conjoint qui tente de résister. Le contrôle manuel est ensuite interrompu et la stase cryogénique reprend pendant encore plusieurs années, jusqu'au moment où le protagoniste se réveille à nouveau : un problème critique empêche le fonctionnement normal des systèmes cryogéniques, provoquant par la même occasion la désactivation des supports vitaux associés. Aucun occupant n'a survécu, et le protagoniste devient le seul survivant de l'abri. En quittant ce dernier, il comprend que l'abri 111 était le site d'expérimentation de Vault-Tec sur la cryogénie. À la sortie, un Pip-Boy (en) permet d'enclencher le mécanisme d'ouverture de la porte. Le protagoniste  doit maintenant explorer les terres désolées du Commonwealth à la recherche de son fils. Il y découvre un environnement dévasté par les bombes, des communautés qui se sont reconstruites, et des créatures nées des retombées radioactives,.

#### Déroulement

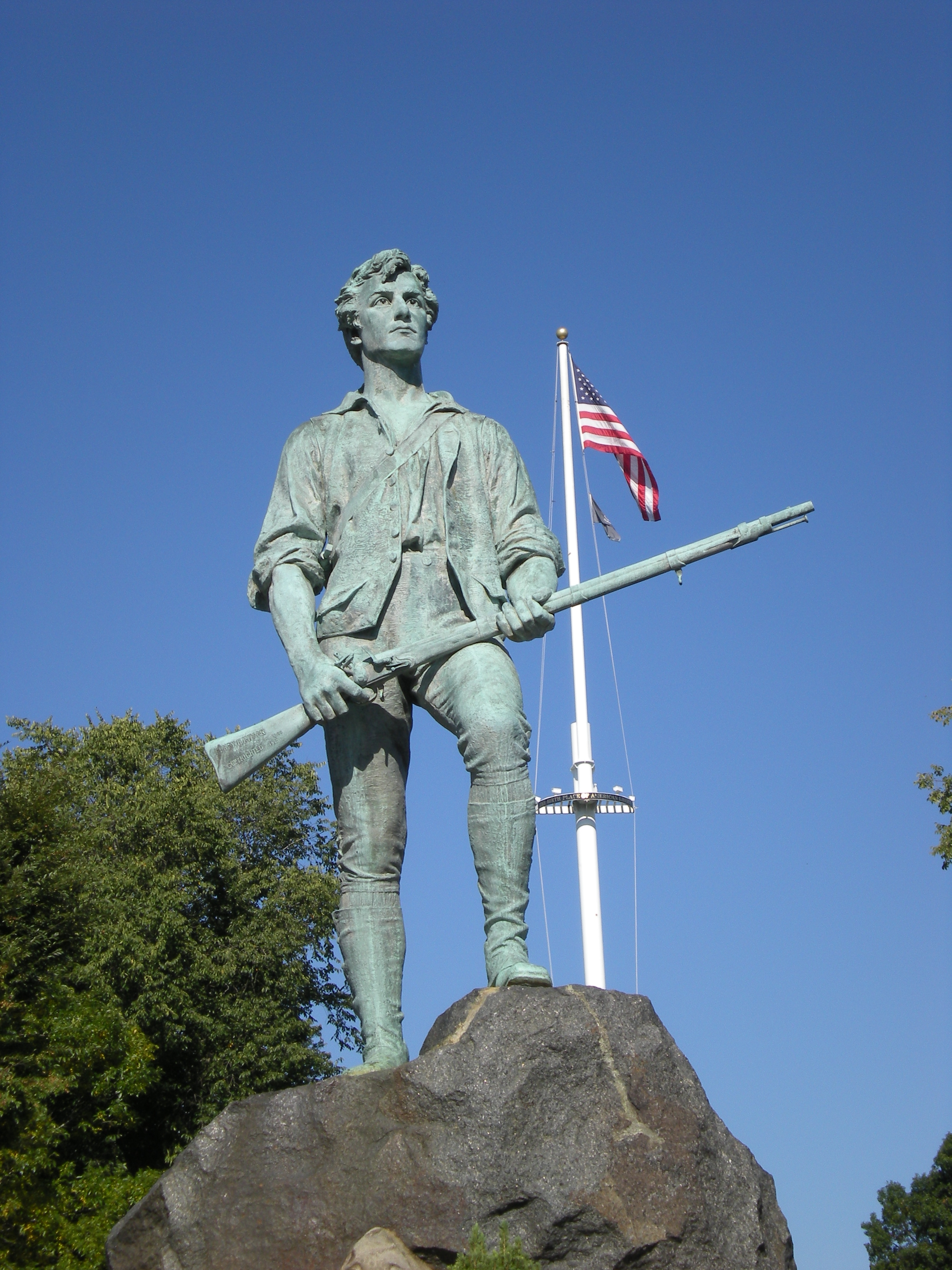
Les Minutemen reprennent le nom et le principe d'une milice ayant réellement existé.

À Sanctuary Hills, le robot domestique Codsworth veille toujours sur les ruines de sa maison : il informe le protagoniste qu'il a passé quelque 210 ans cryogénisé. Le but du protagoniste sera alors de retrouver son fils disparu et de venger son conjoint. Codsworth invite le protagoniste à se rendre à Concord ; sur le chemin, il a l'occasion de découvrir la station service Red Rocket, où se trouve un premier compagnon possible, un berger allemand, l'éternel Canigou qui existe depuis le premier Fallout et est régulièrement réapparu au fil des épisodes. À Concord, une petite ville au sud du Red Rocket, dans son musée de la Liberté, le joueur combat des pillards pour finalement rencontrer le dernier membre du groupe des Minutemen, Preston Garvey, accompagné d'autres survivants du Commonwealth. Garvey demande de l'aide pour repousser la vague de pillards, puis un écorcheur. Son groupe souhaite alors être accompagné jusqu'à Sanctuary pour fuir les combats. Ayant pris le contrôle de la communauté de Sanctuary nouvellement créée, le protagoniste entend parler de la part de Mama Murphy, une des membres des Minutemen, de la cité de Diamond City basée dans Fenway Park, le stade des Red Sox de Boston, ville qu'aurait visité Shaun d'après une de ses visions. Le protagoniste y rencontre Piper, une jeune journaliste enthousiaste, qui le mènera vers Nick Valentine, un détective synthétique qui l'aidera à retrouver son fils kidnappé.

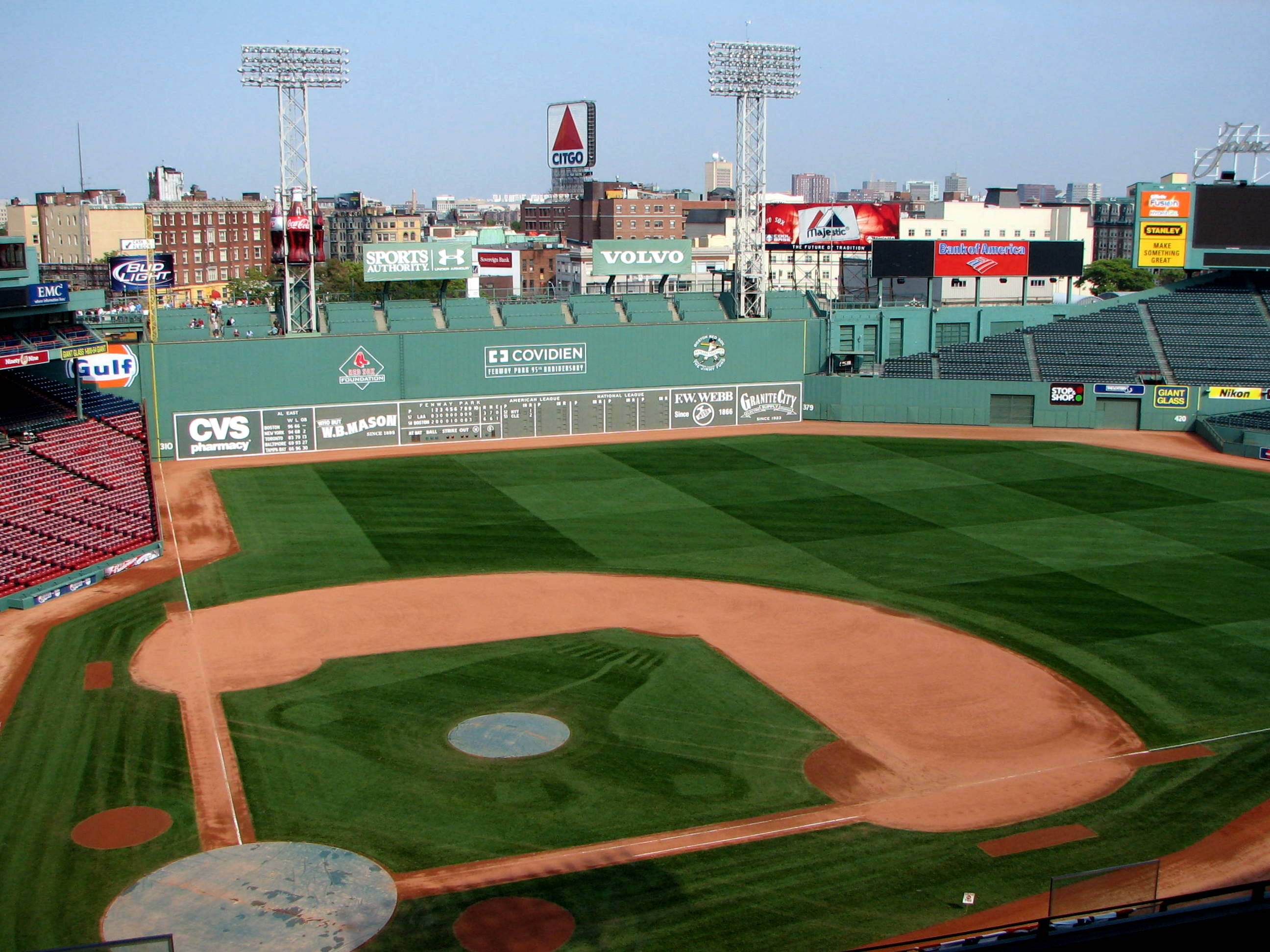
La ville de Diamond City a été construite dans le stade de baseball Fenway Park.

L'Unique Survivant retrouve Kellog, l'homme responsable du meurtre de son conjoint et apprend par la suite que le véritable responsable est l'Institut, un mystérieux centre de recherche très avancé qui produit des androïdes redoutés par la population. Après avoir tué Kellog, La Confrérie de l'Acier annonce son arrivée dans la région
Apprenant qu'un scientifique de l'Institut a réussi à s'échapper grâce à l'analyse des implants se trouvant dans le cerveau de Kellog, l'Unique Survivant décide de partir à sa recherche,. Le scientifique s'avère être Brian Virgil, et se terre dans La Mer Luminescente, une région dévastée, étant l'épicentre de l'explosion nucléaire qui a ravagé le Commonwealth. Virgil informe l'Unique Survivant que le seul moyen pour entrer dans l'Institut est la téléportation et qu'il doit extraire du cerveau d'un Chasseur de l'Institut une puce permettant de faire le voyage.
Avec l'aide du Réseau du Rail — un mouvement qui aide les synthétiques à échapper à l'Institut —, l'Unique Survivant décode la puce et obtient par la suite de la part de Virgil, les plans pour construire une machine capable d'intercepter le signal pour se téléporter. Pour le construire, l'Unique Survivant à le choix de s'allier avec la Confrérie de l'Acier, les Minutemen ou le Réseau du Rail.

#### Épilogue
L'Unique Survivant parvient à se téléporter dans l'Institut et fait la rencontre d'une personne d'apparence très âgée se faisant appeler Père. Directeur de l'Institut, ce dernier s'avère être Shaun, et que la raison de son enlèvement est due au fait qu'il possède de l'ADN d'avant-guerre non altéré par les radiations, permettant ainsi de faire des expériences sur lui et d'ainsi concevoir les synthétiques de 3ème génération. Il révèle également qu'il souhaite que son dernier parent rejoigne l'Institut.
Si l'Unique Survivant accepte, il lui apprend qu'il est atteint d'un cancer et que son désir est d'avoir l'Unique Survivant à la tête de l'Institut. Ainsi, l'Unique Survivant participe à l'anéantissement de la Confrérie de l'Acier et du Réseau du Rail, puis, devient le nouveau dirigeant de l'Institut à la mort de Shaun.
Si l'Unique Survivant refuse, il élabore un plan avec sa faction pour combattre l'Institut et fait exploser le réacteur nucléaire se trouvant dans le bâtiment. Se ranger du côté du Réseau du Rail forcera l'Unique Survivant à détruire la Confrérie de l'Acier, tandis que rejoindre la Confrérie de l'Acier obligera l'Unique Survivant à éliminer le Réseau du Rail.

## Système de jeu

### Généralités

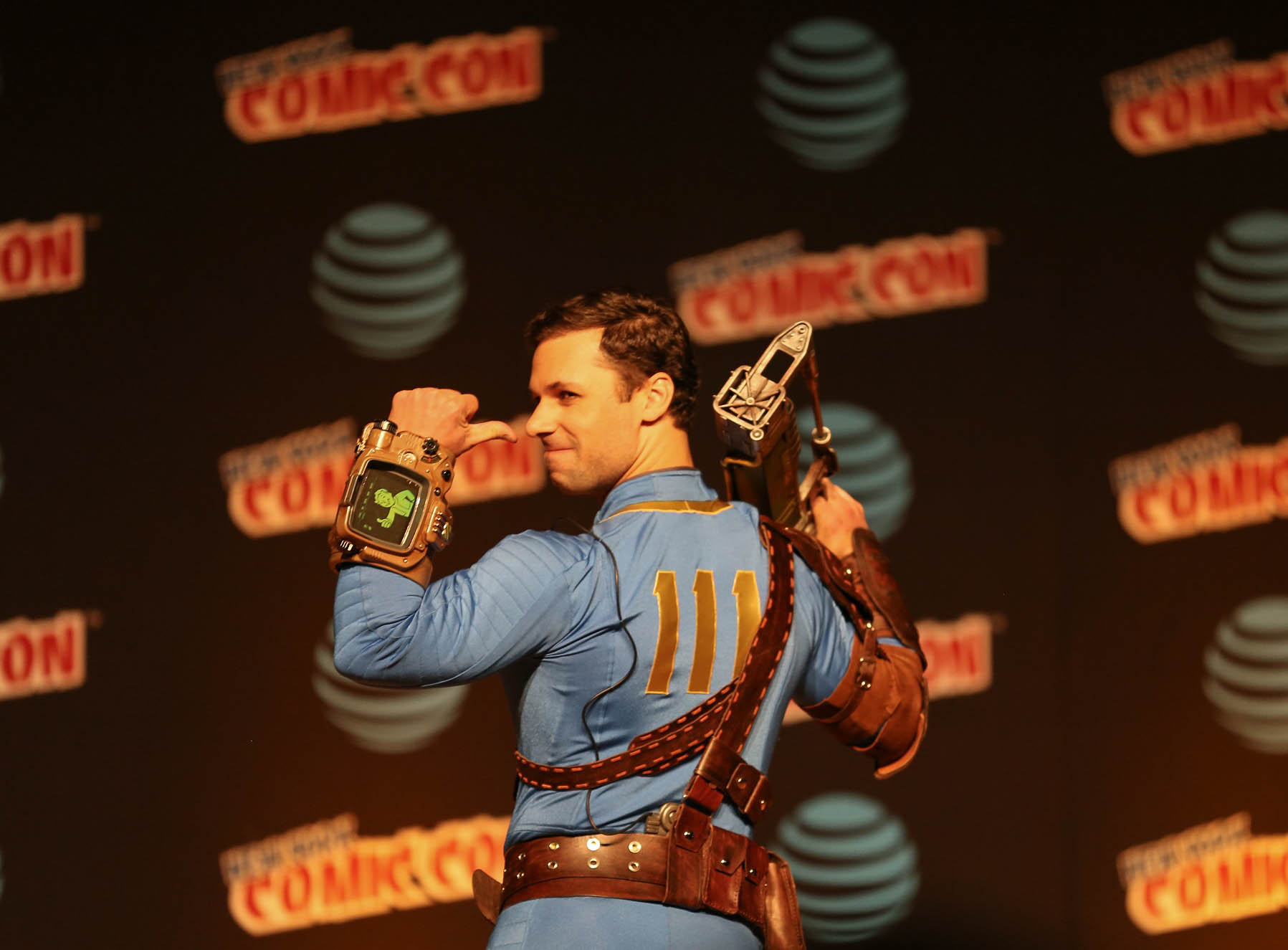
Cosplay du protagoniste masculin du jeu.

Le jeu reprend les bases de ses prédécesseurs depuis le troisième volet : il s'agit d'un jeu de rôle et d'action en vision subjective ou en vue à la troisième personne au choix du joueur.
Le joueur peut se déplacer librement dans un monde ouvert partiellement urbain. Un système de voyage rapide est disponible pour les lieux visités. De plus, Fallout 4 est le premier opus avec une météo variable. Selon les choix du joueur dans les dialogues et ses actions, l'histoire principale a plusieurs fins. Outre la quête principale, une multitudes de quêtes secondaires sont disponibles, notamment celles permettant de rejoindre une faction. Rejoindre une faction peut rendre hostile une autre envers le joueur.
Au début du jeu, le joueur a le choix entre un personnage masculin et un personnage féminin. Il peut modifier plusieurs parties de leurs visages ou encore leurs gabarits. Bien qu'ils aient un prénom attribué, le joueur peut leur en choisir un, certains prénoms pouvant être prononcés par Codsworth. Que ce soit avec des vêtements ou une armure, le joueur peut s'habiller librement, que ce soit d'une pièce comme la combinaison d'abri, ou en choisissant spécifiquement une partie du corps, s'il souhaite recouvrir uniquement le bras gauche ou la jambe droite selon son envie.
Après avoir gagné un point de talent en passant d'un niveau à l'autre, le joueur peut s'attribuer plusieurs capacités réparties et liés séparément à sept capacités — Force, Perception, Endurance, Charisme, Intelligence, Agilité et Chance — dites S.P.E.C.I.A.L. Certaines capacités sont bloquées si une capacité spéciale n'a pas le nombre de points requis ou si le joueur n'a pas un niveau assez élevé. Des statuettes Vault Boy (en) et des magazines permettent également d'augmenter des caractéristiques et de glaner des bonus.
Pour récupérer de la vie, le joueur peut utiliser un Stimpack, manger, dormir ou voir un docteur,. À noter que certaines parties du corps du joueur peuvent se briser. Les radiations font baisser la barre de santé et le joueur doit notamment utiliser des médicaments comme le Radaway pour se guérir ou des Rad-X pour avoir une plus grande résistance à ces radiations. Le personnage peut développer une addiction à un médicament.
Les objets ayant un poids, le personnage possède une charge limite. Le système de crochetage reprend le même mini-jeu que celui de Fallout 3. Il peut également attendre jusqu'à vingt-quatre heures en s'asseyant.

### Dialogues et compagnons
Il y a 110 000 lignes de dialogues enregistrées en chaque langue dans laquelle le jeu est disponible, dont 13 000 lignes consacrées exclusivement aux deux personnages principaux. Pour les dialogues pouvant échouer, le jeu retire le système de pourcentage pour le remplacer par un système de couleur. Les possibilités de dialogue du personnage sont réduites à quatre mais celui-ci est maintenant doté d'une voix. Bethesda indique que Fallout 4 compte plus de lignes de dialogues que Fallout 3 et Skyrim combinés. Les objets peuvent être troqués ou achetés avec la monnaie du jeu : des capsules de bouteilles de Nuka Cola.
Le joueur peut au maximum, être accompagné par un compagnon. Il est également possible d'entretenir une relation avec ceux qui sont humains. Certains peuvent pirater des terminaux et crocheter des serrures. Si le joueur décide de se séparer d'un compagnon, ce dernier peut être envoyé dans une colonie, sinon, il retournera en général vers son habitation ou à l'endroit de sa rencontre avec le joueur comme MacReady qui sera toujours au Third Rail.

### Pip-Boy
Version améliorée des précédents, le Pip-Boy de Fallout 4 propose, en plus des traditionnels inventaires, statistiques de joueur, cartes du monde et radios, plusieurs mini-jeux et un affichage des objets et compétences en 3D. Douze objets peuvent être placé à la fois dans un système de raccourci afin de les choisir plus rapidement.
Le joueur peut également accéder à son Pip-Boy à l'aide de l'application pour téléphone mobile Fallout Pip-Boy.

### Combats

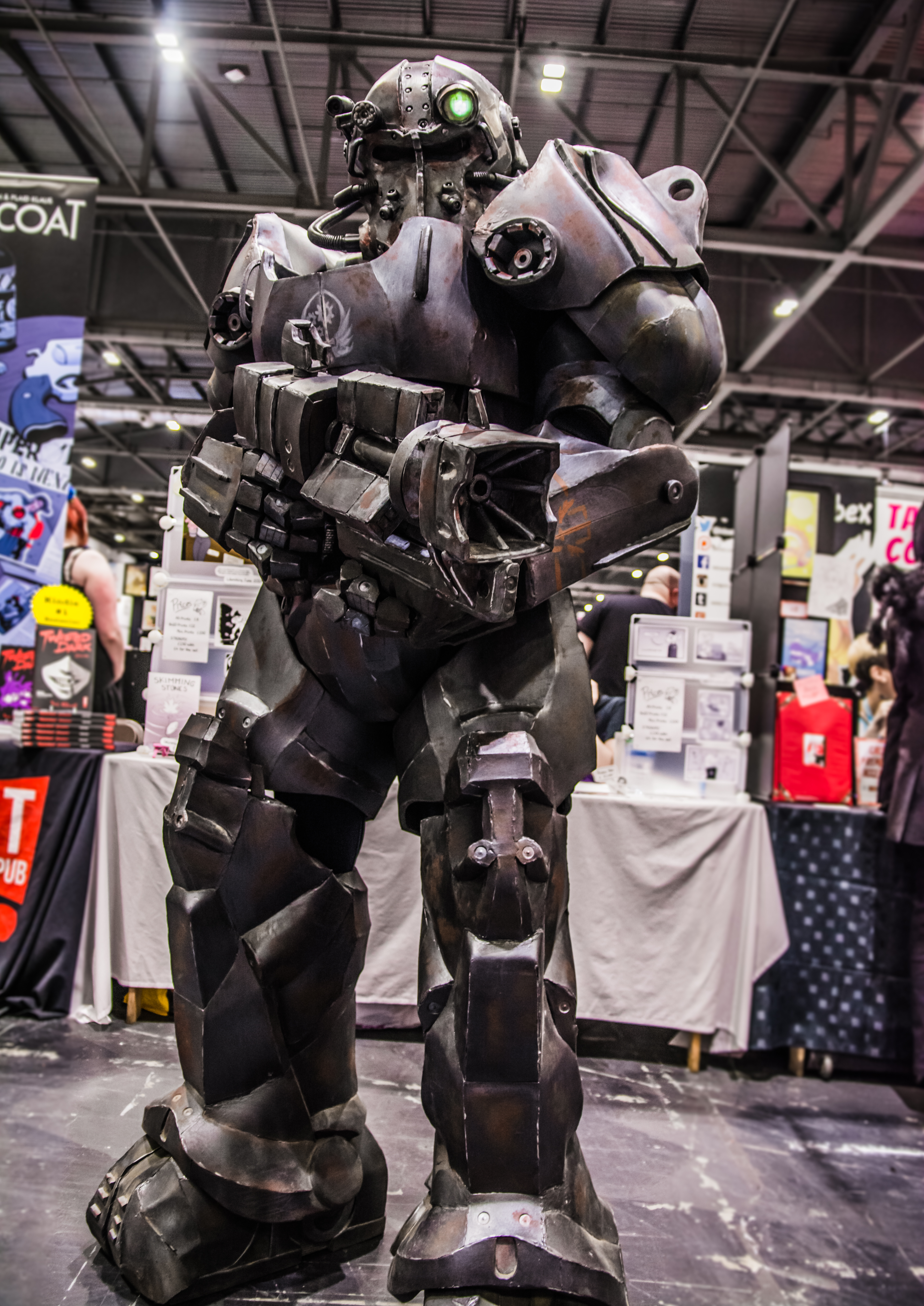
Le quatrième volet revisite l'emblématique Power Armor, en lui ajoutant un ATH ainsi qu'une gestion de l'énergie avec les réacteurs à fusion.

Chaque arme à feu (laser, plasma ou encore arme de mêlée) est personnalisable à l'aide des objets ramassés au cours de l'aventure, comme un silencieux, une lunette de visée ou encore un canon plus long, en passant par une nouvelle crosse. De plus, il est possible de personnaliser sa propre armure assistée en modifiant chaque pièce.
Le système de visée assistée de Vault-Tec (SVAV, VATS en anglais) est de retour, légèrement différent car il ne stoppe pas le temps mais le ralentit énormément, obligeant le joueur à décider rapidement quelle partie du corps viser avant que celle-ci ne soit masquée par les mouvements de la cible et que la probabilité de toucher cette dernière ne se réduise. À chaque coup réussi durant le SVAV, une jauge de coup critique se remplit. Pour utiliser le SVAV, il faut des points d'action, qui se régénèrent progressivement comme dans les précédents volets. En visant certaines parties du corps d'un ennemi, le joueur peut démembrer ce dernier.
Il est également possible d'user de la discrétion en s'accroupissant.

### Gestion des colonies
Une grande nouveauté de Fallout 4 réside dans le fait de pouvoir créer ses propres installations dans certaines zones spécifiques de la carte à l'aide de matériaux récupérés autour de soi : entreprendre des cultures, amener des marchands à établir des postes à proximité, créer des systèmes d'éclairage et de défense à l'aide d'installations électriques notamment, ce qui rajoute une dimension « logistique » au jeu. Plus le site s'agrandit, plus les raiders sont attirés pour le piller ; ainsi, un système de tower defense est mis en place pour protéger la zone.

### Références externes dans le jeu

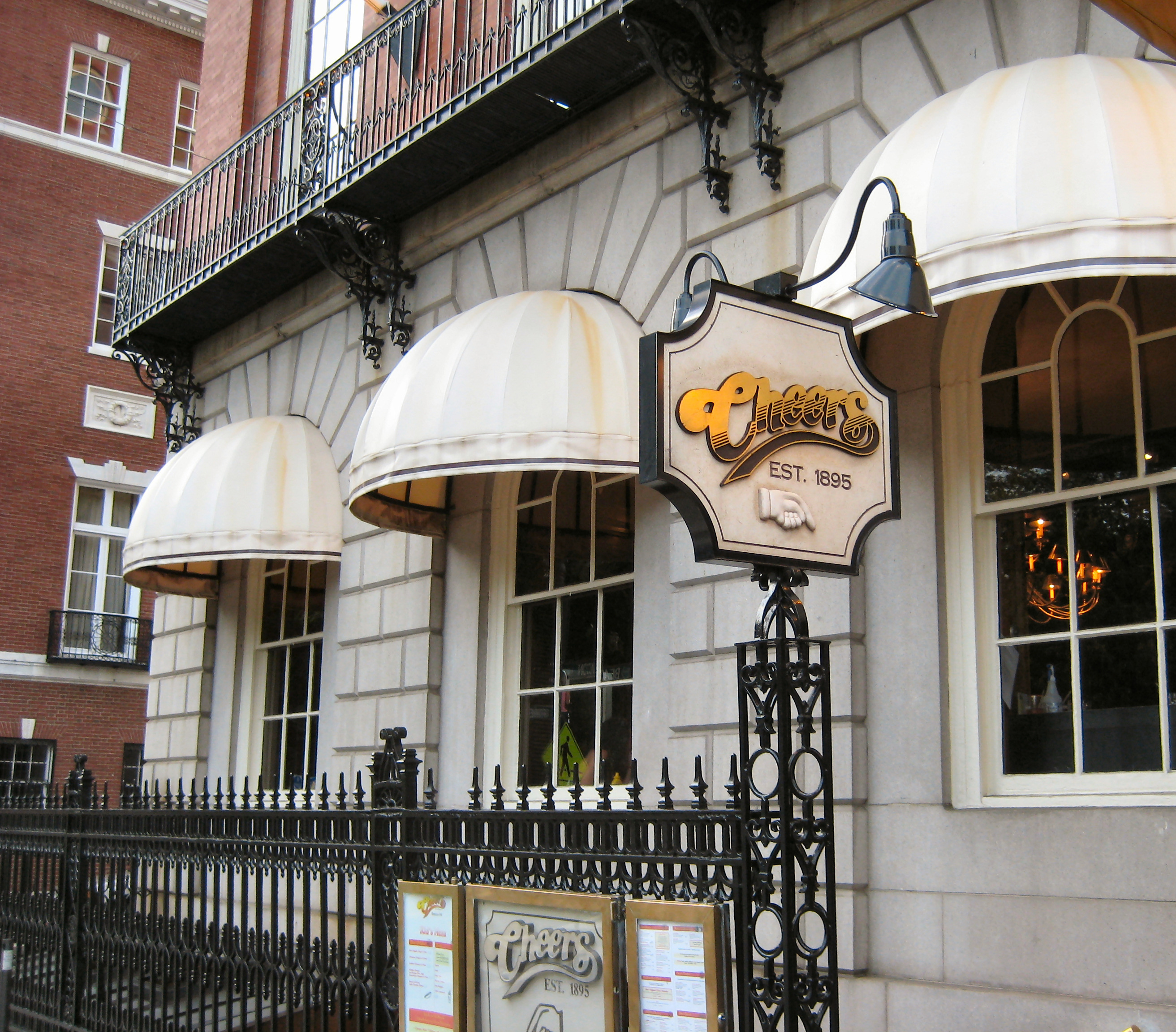
Situé à Boston, le fameux bar de la série Cheers se trouve dans le jeu.

#### Distribution des rôles

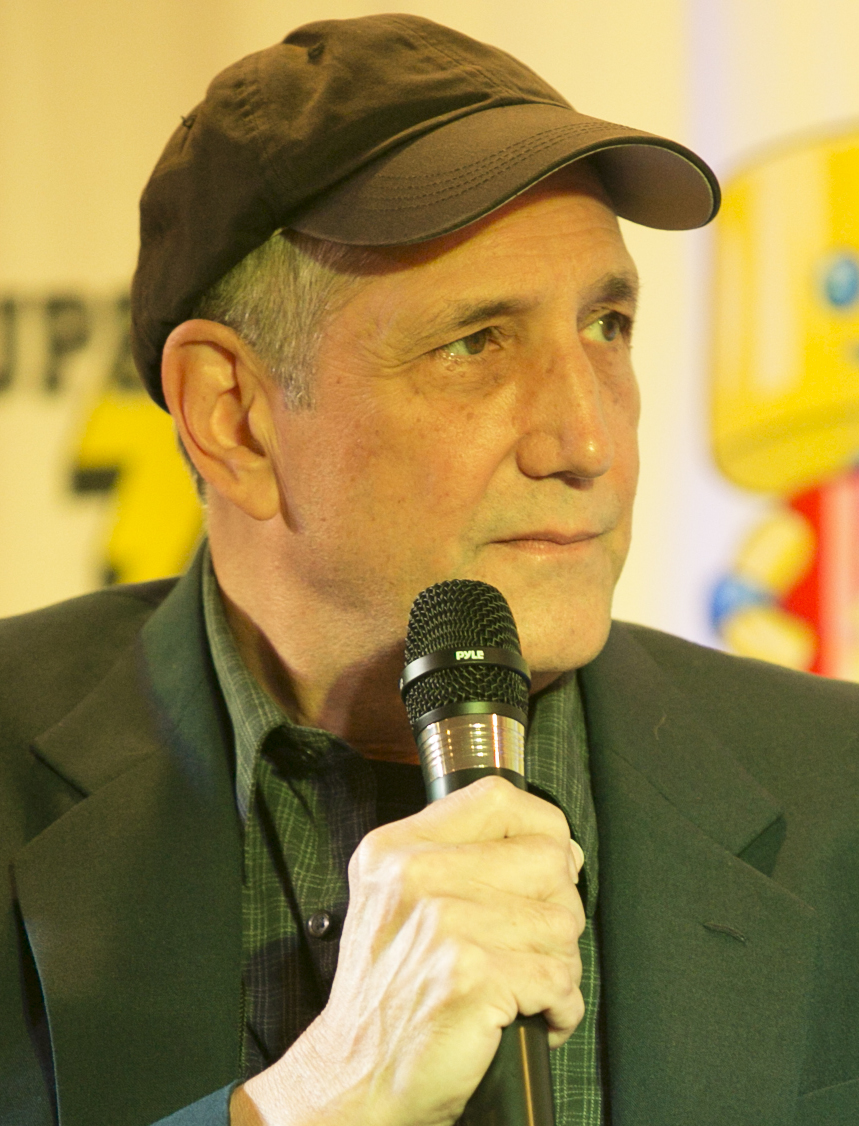
Le comédien américain Stephen Russell a reçu de nombreuses acclamations pour sa performances de Nick Valentine,,.

### Far Harbor

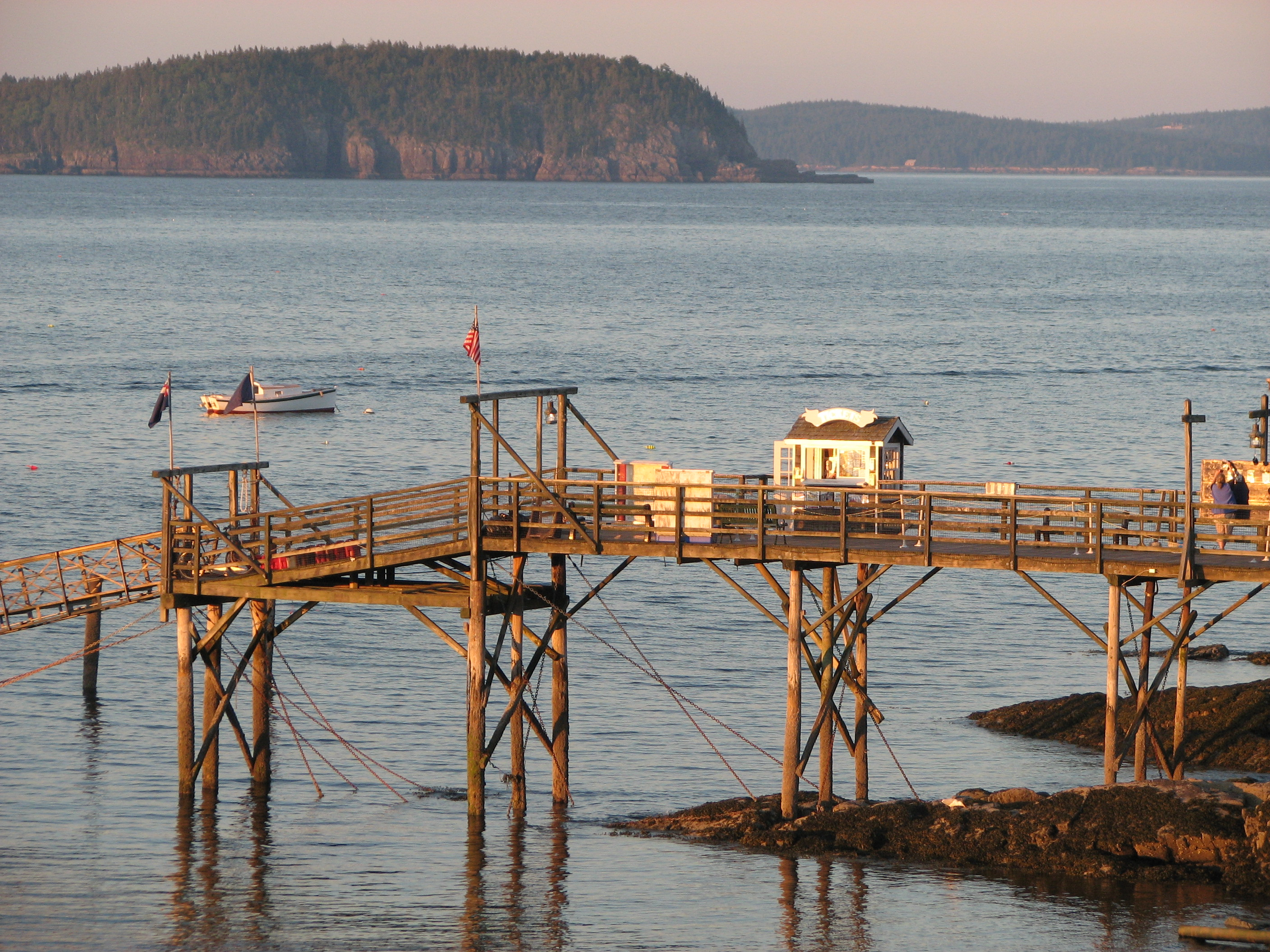
Le quai de Bar Harbor, ville de l'État du Maine qui a inspiré Far Harbor.

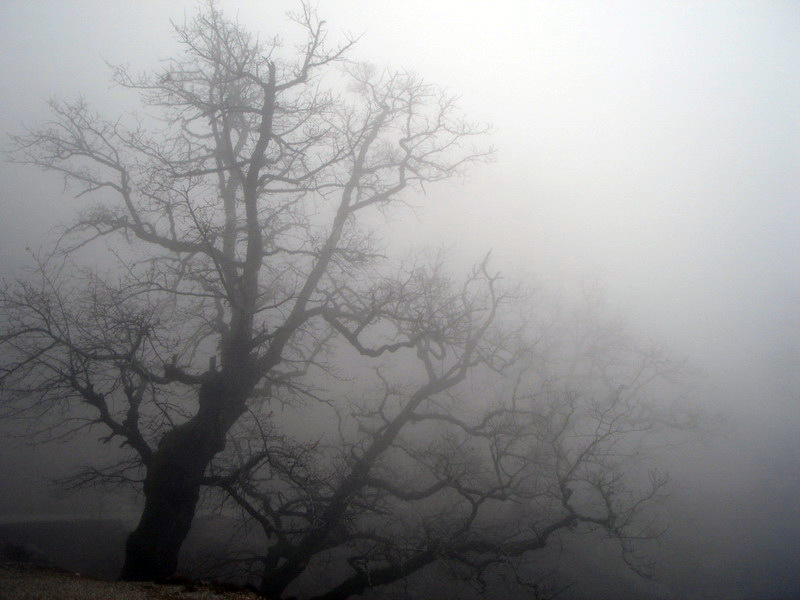
Un brouillard radioactif a englouti la quasi-totalité de l'île.

### Nuka-World

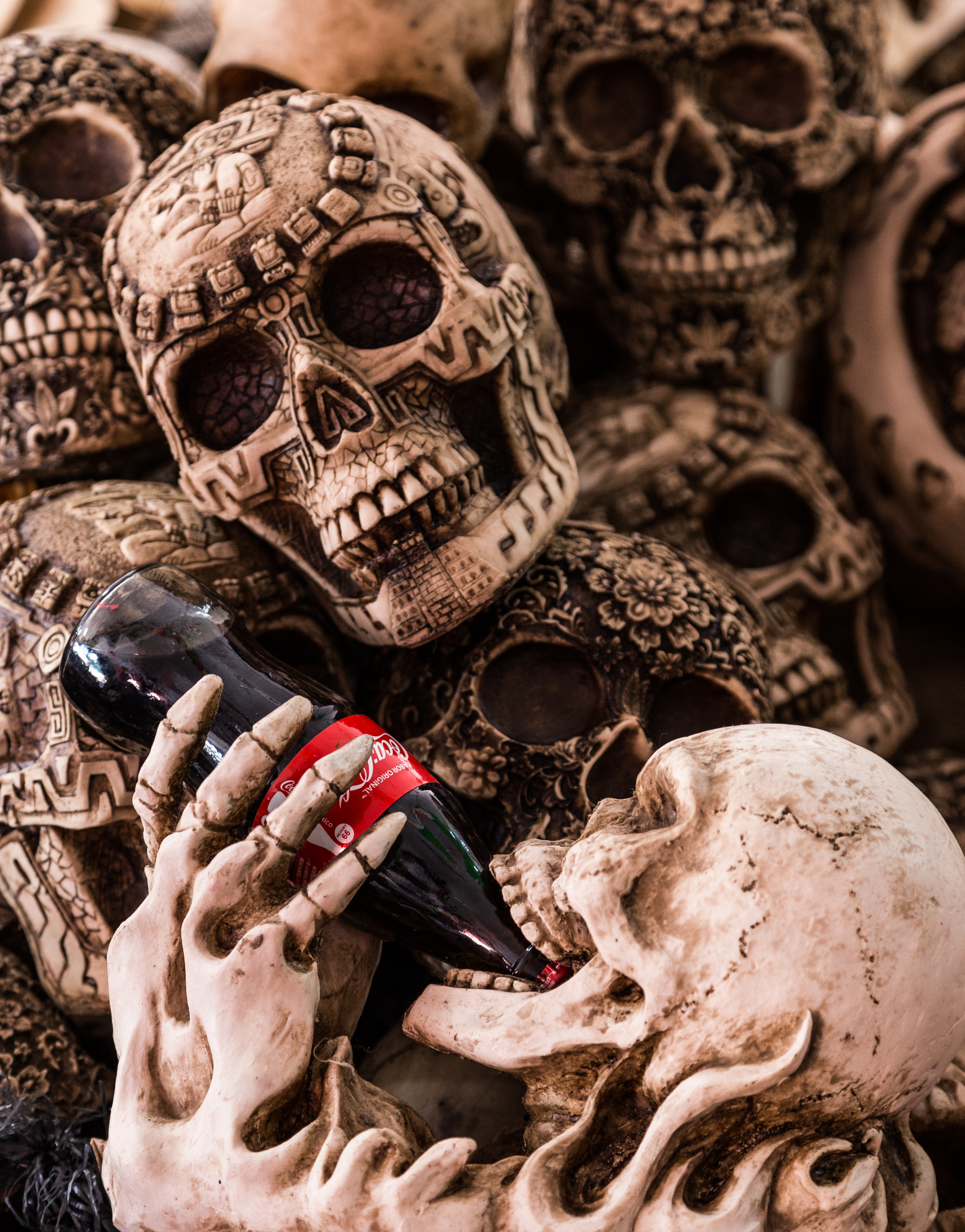
Le Nuka-Cola est une pastiche des sodas Coca-Cola de l'entreprise The Coca-Cola Company.